# Gillis Joos
Pour les articles homonymes, voir Joos (homonymie).
Gillis Joos, né à Dilbeek en 1390 et mort à Hérinnes (Herne en néerlandais) le 10 février 1460, est un architecte et tailleur de pierre brabançon.

## Travaux et réalisations
- Collégiale Saint-Michel-et-Gudule (depuis 1432, nef en 1440)
- Palais du Coudenberg (parties, 1432-1436)
- Chartreuse de Hérinnes-lez-Enghien (Herne) (conseil en construction et conception des tours d'église)
- Sint-Waldetrudiskerk (nl) d'Herentals (à partir de 1427)
- Collégiale Saints-Pierre-et-Guidon à Anderlecht (1433-1434)
- « Le Pot d'étain », Grand-Place de Bruxelles, la maison de la corporation des charpentiers
- Chapelle et chartreuse de Scheut à Anderlecht (vers 1455)